# The Harvest Moon

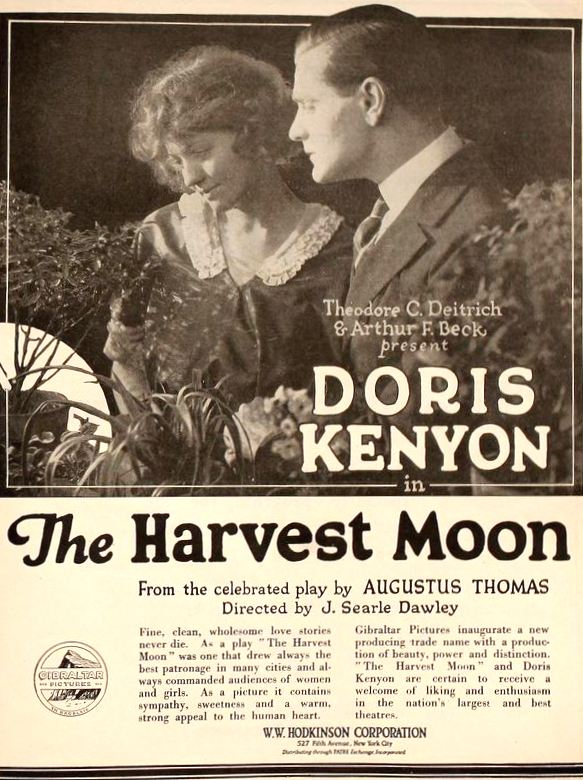
Réclame pour le film dans Motion Picture News.

Pour les articles homonymes, voir Harvest Moon.
The Harvest Moon est un film américain réalisé par J. Searle Dawley et sorti en 1920.

## Fiche technique
- Réalisation : J. Searle Dawley
- Scénario : J. Searle Dawley  d'après une pièce d'Augustus Thomas
- Photographie : 	Bert Dawley
- Producteurs : Arthur F. Beck, Theodore C. Deitrich
- Sociétés de production : 	Dietrich-Beck, Gibraltar Pictures
- Distributeur : Pathé Exchange, W. W. Hodkinson Corporation
- Date de sortie : 
  - États-Unis : 25 avril 1920

## Distribution
- Doris Kenyon : Dora Fullerton
- Wilfred Lytell : Willard Holcomb
- George Lessey : Jacques Vavin

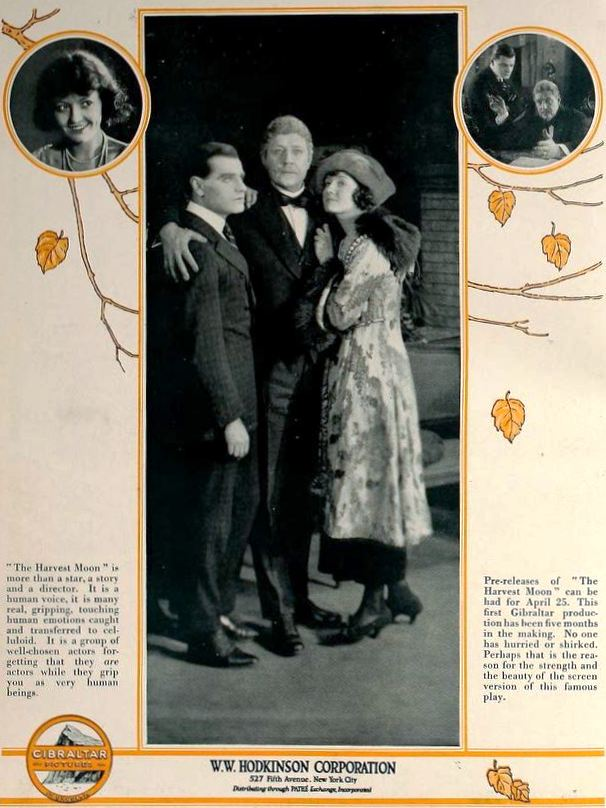
Doris Kenyon et Wilfred Lytell

- Earl Schenck : Professor Fullerton
- Peter Lang : Juge Elliott
- Marie Shotwell : Mrs. Winthrop
- Stuart Robson : Graham Winthrop
- Grace Barton : Cornelia Fullerton
- Daniel Pennell : Henri
- Edna Holland : Madame Mercier
- Ellen Olson : Marie